# ماریون لورن
ماریون لورن (انگلیسی: Marion Lorne؛ ۱۲ اوت ۱۸۸۳ – ۹ مهٔ ۱۹۶۸) یک هنرپیشه اهل ایالات متحده آمریکا بود.
از فیلم‌ها یا برنامه‌های تلویزیونی که وی در آن نقش داشته است می‌توان به فارغ‌التحصیل ، غریبه‌ها در قطار و نقش خاله کلارا در سریال افسونگر اشاره کرد.

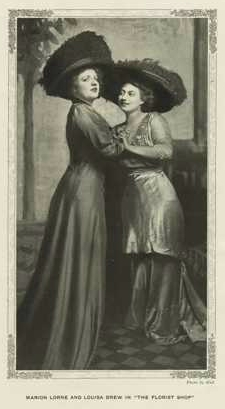
ماریون لورن و لوئیز دِرو در نمایش مغازه گل فروشی سال ۱۹۰۹